# 鏡味晃
鏡味晃（日语：かがみ あきら，1957年10月22日—1984年8月8日），日本漫畫家。男性。本名：鏡味 晃。也有的記法，但一般寫成。其他筆名還有或「（山田榮子）」。

## 概要
鏡味晃是在1980年代初期活躍紅極一時，但英年早逝的漫畫家，實際從業時間不到2年半。
他一邊以本名用假名書寫的的名義發表科幻作品，一邊以為筆名，偽裝成“弟弟”，活躍於《漫畫Burikko》等雜誌。創作了在「美少女和蘿莉控漫畫」熱潮中脫穎而出的作品。 然而，這兩個名字都沒有發佈在與現在所謂的成人漫畫相對應的作品。

## 經歷
1957年在愛知縣名古屋市出生。1975年從名古屋市立商業高等學校畢業。同年，進入獨協大學法學院就學，並搬到埼玉縣草加市居住。1979年1月，將作品投稿至《BU~KE》（集英社）。
1981年2月，進入石森Pro上班。促成了與動畫和漫畫行業人士交流，包括機械設計師出裕。1982年，他以《卡里奧斯特羅之城大辭典》（Rapport）發表的首次商業亮相。另外，真正的首次商業亮相是之前的《Animedia》1982年7月號（連載到次年2月號）的。同年12月，因漫畫決定進行連載，離開了石森Pro。他的專業出道是在石之森章太郎的推薦下觸發的。
1983年，第一部連載作品在《哥白尼21》雜誌上連載。大約在那個時候，他在各種雜誌上發表了漫畫和插圖。1984年2月，發表。同年8月，單行本由白夜書房出版發行（名義 ISBN 4-938256-61-4）。這是他生前出版的最後一本書。7月左右開始就身體不適，8月9日下午，被發現陳屍在自家公寓。年僅26歲。戒名「鏡譽晃彩紫雲居士」。
1984年10月號《漫畫Burikko》主編大塚英志對他生命最後時刻的追憶評論稱，1984年8月9日下午，跟他同住公寓的人士撬開門鎖，進入他在高田馬場某公寓的房間，據信他已經死亡大約2天。即現在所謂的孤獨死亡，但詳細死因並未公開。過勞死是因為他對找上門的工作幾乎不拒絕，據說是凍死的，但不管怎麼說，據說是因為過勞導致身體狀況不佳。甚至在以名義的日記漫畫的最終回中也寫道「我擔心沒有工作，所以忍不住把它放進去」。此外，稍早在6月30日，他已將自己身體狀況不佳的情況告知好友兼作家佐野邦彥。

## 人物
漫畫家生涯在開始之前，隸屬於石森製作，並與出裕、結城正美和美樹本晴彥有過友誼。還與河森正治有過交流，因此在《超時空要塞：愛，還記得嗎？》中也參與機械設計，並負責「普羅多文明的餐具」等小道具的設計。另外，根據在發表的評論，曾經參與日本日昇動畫作品的企劃，而發表在的採訪文章中，富野由悠季對鏡味晃的評價也在表態。但是，目前尚不清楚他們參與的程度。根據鏡味晃的個人誌《NOCTURNE》，甚至在聯繫日昇動畫之前，似乎是接到了出渕裕的私人委託，在《戰鬥機甲薩芬格爾》中與霍格的設計進行了合作。另外，鏡味晃的最後一位助手大屋正宏表示，他在《重戰機L-Gaim》第一話中設計了座機甲。但是，由於沒有找到其他證詞，因此仍然是推測性的。除此之外，還有與《銀河漂流拜法姆》中登場的「DURAPHE」頭部相同的畫稿，但不知道這是否真的提交給了日昇動畫。
對影音器材方面有強烈的興趣。此外對西洋音樂造詣很深，特別是搖滾類對他影響最大，喜歡的樂團是Yes（英國前衛搖滾團體）。因此在後期的作品常在角色的衣服圖案和背景加入「Yes Lonely heart」。其它還有第2回扉頁插圖來自Yes專輯《究極》的封面、主角鮑伊及自稱叫大衛的設定（言以之來自於英國歌手大衛·鮑伊）及許多名稱、元素大部分都來自於西洋樂曲。逝後在《漫畫Burikko》1984年10月號收錄的追思文中，其連載的日記及短文漫畫有描述到即使再忙自己也會抽出時間去聽霍華·瓊斯的演唱會。
還有，當時與結城正美、出渕裕等人都是原田知世的歌迷。
雖然很受歡迎，因為是作為美少女和蘿莉控漫畫的獨特風格，但受成人漫畫影響的漫畫家並不多。相反的，出道當時本身在少女漫畫中沒有得到的若月惠的親身教授，但是對她的《三角廣場》等早期作品的畫風和故事影響很大。

## 逝後
- 1985年，單行本由Rapport出版發行。除了書名外，並收錄了早期作品、[a]及未完結連載等。
- 1985年至1986年，作為同人誌遺作集發行（編輯、出版：青柳誠）。
- 1994年，為紀念逝世10週年，紀念本由池內一二三（日语：うたたねひろゆき）等人發行。
- 2004年12月，由角川書店出版發行（ISBN 978-4048538213）。
- 2004年至2005年，鏡味晃在《漫畫新現實（日语：コミック新現実）》1～3、5號的特集中出現。

## 作品列表
截至2011年為止，除了角川書店的之外。鏡味晃（包括名義）的書籍絕版難求。下面是主要作品的參考列表。

### 單行本
| 發行日期       | 出版社     | 書名           |
| -------------- | ---------- | -------------- |
| 1984年2月15日  | 德間書店   | 鏡の国のリトル |
| 1984年4月1日   | 白夜書房   |                |
| 1984年8月1日   | 白夜書房   | （名義）       |
| 1984年12月31日 | 笠倉出版社 |                |
| 1985年1月10日  | 德間書店   |                |
| 1985年4月15日  | 笠倉出版社 | [ b ]          |
| 1985年7月1日   | Rapport    |                |
| 1986年6月1日   | Rapport    |                |
| 2004年12月     | 角川書店   |                |

### 個別作品
| 發表時期       | 發表雜誌                                | 書名 | 特記事項 |
| -------------- | --------------------------------------- | ---- | --- |
| －             | －                                      |      | 《BU~KE》投稿作品。生前未發表。                                                                              |
| －             | －                                      |      | 山田榮子名義。原本作為同人作品發表，後來收錄於1984年發行的單行本《》。續集的作圖筆記和人物設定集也同時收錄。 |
| 1982年         | Rapport Deluxe 5 卡里奧斯特羅之城大辭典 |      | 出道作品。                                                                                                   |
| 1983年         | 哥白尼21                                |      | 初次連載作品。                                                                                               |
| 1983年         | 漫畫Burikko                             |      | 名義。 |
| 1984年         | CREAM 2                                 |      | SHAPIO出版。發行的奇幻精選。雖然標記的是奇幻，但內容是科幻。標題的振假名是「」。                             |
| 1984年7月－9月 | Animec                                  |      | 至9月號未完結狀況下終了。 繼續連載的第2回標題是「HIPER ACTIVE」，第3回標題「」。                             |
| 1984年         | Cobalt文庫                              |      | 久美沙織的輕小說。擔任封面插圖&插畫。                                                                        |
| 1984年         | Macross公式指南書                       |      | 小學館文庫 (No.100)發表。本來標題是「」與「」中間加入心形的符號。 Rapport《》再版時標題改為「」。            |
| 1984年         | 漫畫Burikko                             |      | 名義。日記漫畫或隨筆漫畫。 在《漫畫Burikko》10月號以最終回的方式發表，同時也發佈作者去世的消息。             |

## 師父
- 石之森章太郎

## 助手
- 增田晴彥（日语：増田晴彦）
- 田中雅人（日语：田中雅人）

## 腳註